# آخوندک آراسته سرستبر
آخوندک آراسته سرستبر (نام علمی: Compsomantis crassiceps) نام یک گونه از سرده آخوندک‌های آراسته است.